# The Luxury Gap
Albums de Heaven 17
Penthouse and Pavement
(1981) How Men Are
(1984)
The Luxury Gap est le deuxième album du groupe britannique Heaven 17, sorti le 8 avril 1983.
Il remporte un important succès, notamment au Royaume-Uni où il se classe 4e des ventes puis est certifié disque de platine avec 300 000 exemplaires écoulés.
Parmi les singles extraits, Temptation et Come Live With Me se distinguent, se classant respectivement 2e et 5e dans les charts officiels britanniques.
Un extrait du titre Crushed by the Wheels of Industry a servi de générique à l'émission Les Enfants du rock entre 1983 et 1986.

## Liste des titres
Toutes les chansons sont écrites et composées par Glenn Gregory, Ian Craig Marsh et Martyn Ware.
| No | Titre                             | Durée |
| -- | --------------------------------- | ----- |
| 1. | Crushed by the Wheels of Industry | 5:54  |
| 2. | Who'll Stop the Rain              | 3:04  |
| 3. | Let Me Go                         | 4:23  |
| 4. | Key to the World                  | 3:42  |
| 5. | Temptation                        | 3:34  |
| 6. | Come Live With Me                 | 4:18  |
| 7. | Lady Ice and Mr Hex               | 3:46  |
| 8. | We Live So Fast                   | 3:49  |
| 9. | The Best Kept Secret              | 5:09  |

| 10. | Let Me Go (Extended Mix)                          | 6:22 |
| 11. | Who'll Stop the Rain (Dub)                        | 6:15 |
| 12. | Crushed By the Wheels of Industry (Parts 1 and 2) | 6:59 |
| 13. | Come Live With Me (12" version)                   | 4:34 |

## Singles
- Let Me Go - octobre 1982
- Who'll Stop the Rain - octobre 1982 (États-Unis seulement)
- Temptation - avril 1983
- We Live so Fast - avril 1983 (États-Unis seulement)
- Come Live With Me - juin 1983
- Crushed by the Wheels of Industry - septembre 1983

## Composition du groupe
- Glenn Gregory : chant
- Ian Craig Marsh : synthétiseurs, piano, programmations
- Martyn Ware : synthétiseurs, boîte à rythmes Linn LM-1, programmations, chœurs

Musiciens additionnels :
- Simon Phillips : batterie, percussions
- Nick Plytas : piano
- John Wilson, Ray Russell : guitares synthétiseurs
- Don Myrick : saxophone
- Louis Satterfield : trombone
- Michael Harris, Rahmlee Davis : trompette
- Carol Kenyon, Sarah Gregory : chœurs

## Classements hebdomadaires et certifications
| Classement (1983)              | Meilleure place |
| ------------------------------ | --------------- |
| Allemagne (Media Control AG)   | 7               |
| Australie (Kent Music Report)  | 53              |
| États-Unis (Billboard 200)     | 72              |
| Canada (Canadian Albums Chart) | 58              |
| France (IFOP)                  | 18              |
| Nouvelle-Zélande (RIANZ)       | 11              |
| Pays-Bas (Mega Album Top 100)  | 20              |
| Royaume-Uni (UK Albums Chart)  | 4               |
| Suède (Sverigetopplistan)      | 17              |

| Pays              | Certification | Unités certifiées |
| ----------------- | ------------- | ----------------- |
| Royaume-Uni (BPI) | Platine       | 300 000           |